# Юсухара (Коті)
Юсуха́ра (яп. 檮原町, ゆすはらちょう, МФА: [jusuhaɾa t͡ɕoː]?) — містечко в Японії, в повіті Такаока префектури Коті.  Отримало статус містечка 1889 року. Площа становить 236,51 км². Станом на 1 липня 2012 року населення складало 3881  осіб, густота населення — 16,4 осіб/км².   

## Демографія
Згідно з даними перепису населення Японії, населення Юсухара зменшується з середини 50-х років. Станом на 1 жовтня 2020 року населення складало 3307 осіб, з яких чоловіків — 1611 осіб, жінок — 1696 осіб. Густота населення — 13,99 осіб/км².